# Ribeira Palma (Lembá)
Ribeira Palma (Lembá) é uma aldeia de São Tomé e Príncipe, localiza-se no Distrito de Lembá, ilha de São Tomé, próxima às localidades de Ribeira Funda, Maria, Emília e de Ribeira Palma Praia.